# Cantone di Givet
Il Cantone di Givet è una divisione amministrativa dell'arrondissement di Charleville-Mézières.
A seguito della riforma approvata con decreto del 21 febbraio 2014, che ha avuto attuazione dopo le elezioni dipartimentali del 2015, non ha subìto modifiche.

## Composizione
Comprende i comuni di:
- Aubrives
- Charnois
- Chooz
- Foisches
- Fromelennes
- Givet
- Ham-sur-Meuse
- Hierges
- Landrichamps
- Rancennes
- Vireux-Molhain
- Vireux-Wallerand